# Ават (Уйгурский район)
Аким: Анадуллаев Равиль Марленович
Ават (каз. Ават) — село в Уйгурском районе Алматинской области Казахстана. Административный центр Аватского сельского округа. Находится примерно в 21 км к юго-востоку от села Чунджа у подножий северных склонов хребта Кетмень. Код КАТО — 196633100.
Instagram: avat_auyldyk_okrugi

## Население
В 1999 году население села составляло 2252 человек (1159 мужчин и 1093 женщины). По данным переписи 2009 года, в селе проживало 2324 человека (1196 мужчин и 1128 женщин).В 2023 году составляет 2265 человека

## Топографические карты
- Лист карты K-44-16 Большой Аксу. Масштаб: 1 : 100 000. Состояние местности на 1987 год. Издание 1991 г.